# درختجوز
درختجوز (بالفارسية: درختجوز) هي قرية تقع في قسم فيروزة الريفي في إيران. يقدر عدد سكانها بـ 130 نسمة .